# Polowanie

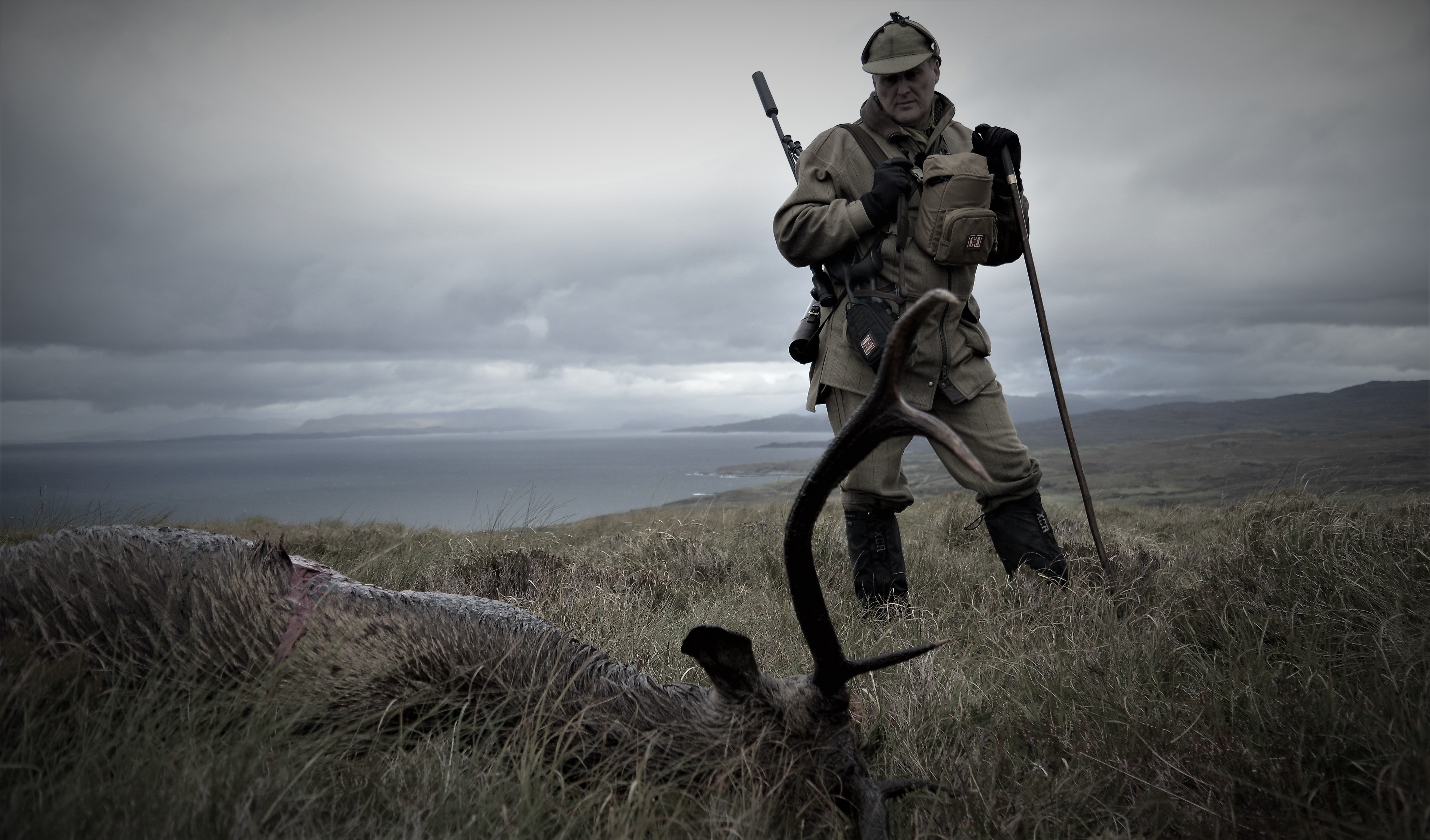
Myśliwy z upolowaną zwierzyną

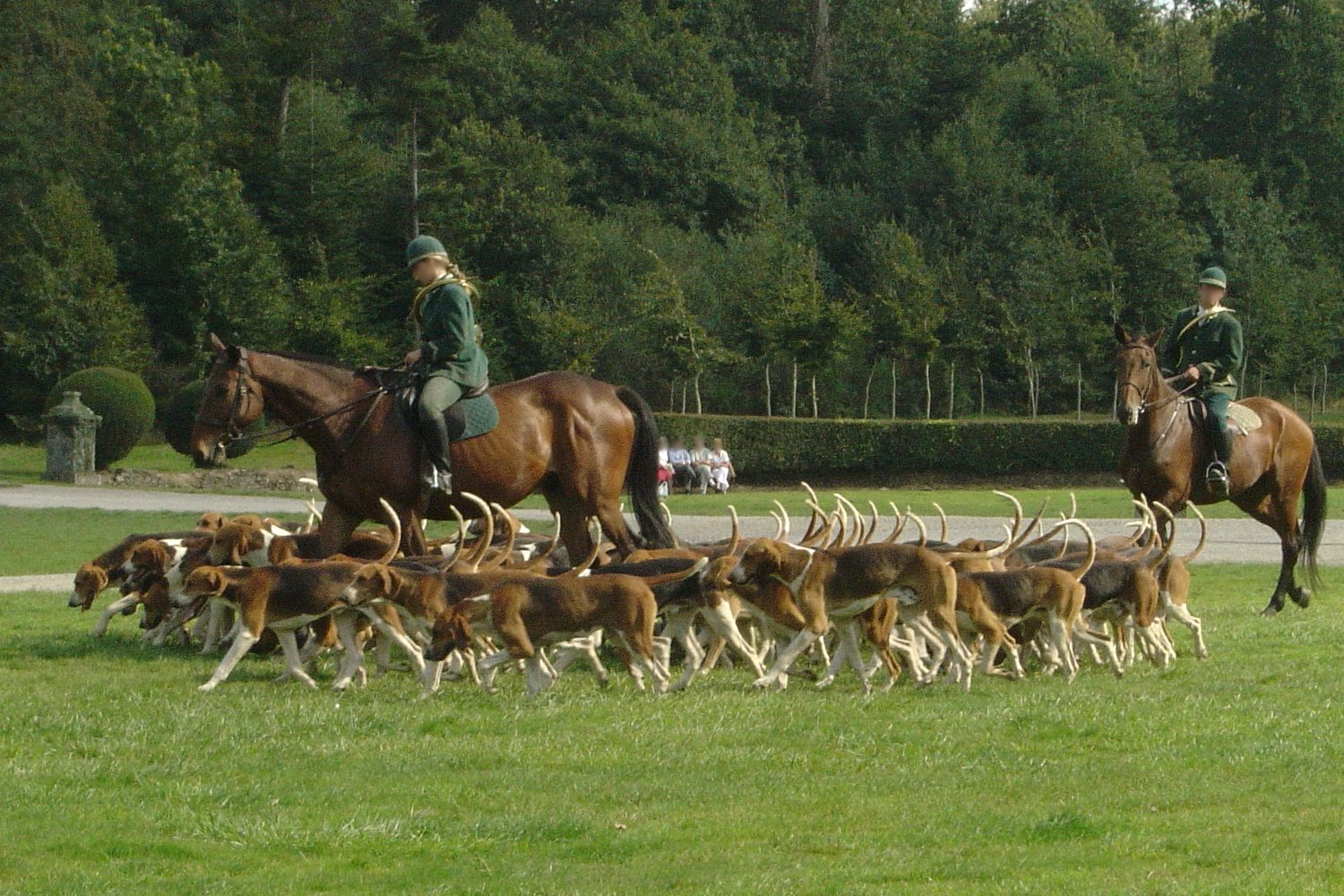
Polowanie z naganką (sfora psów rasy foxhound angielski)

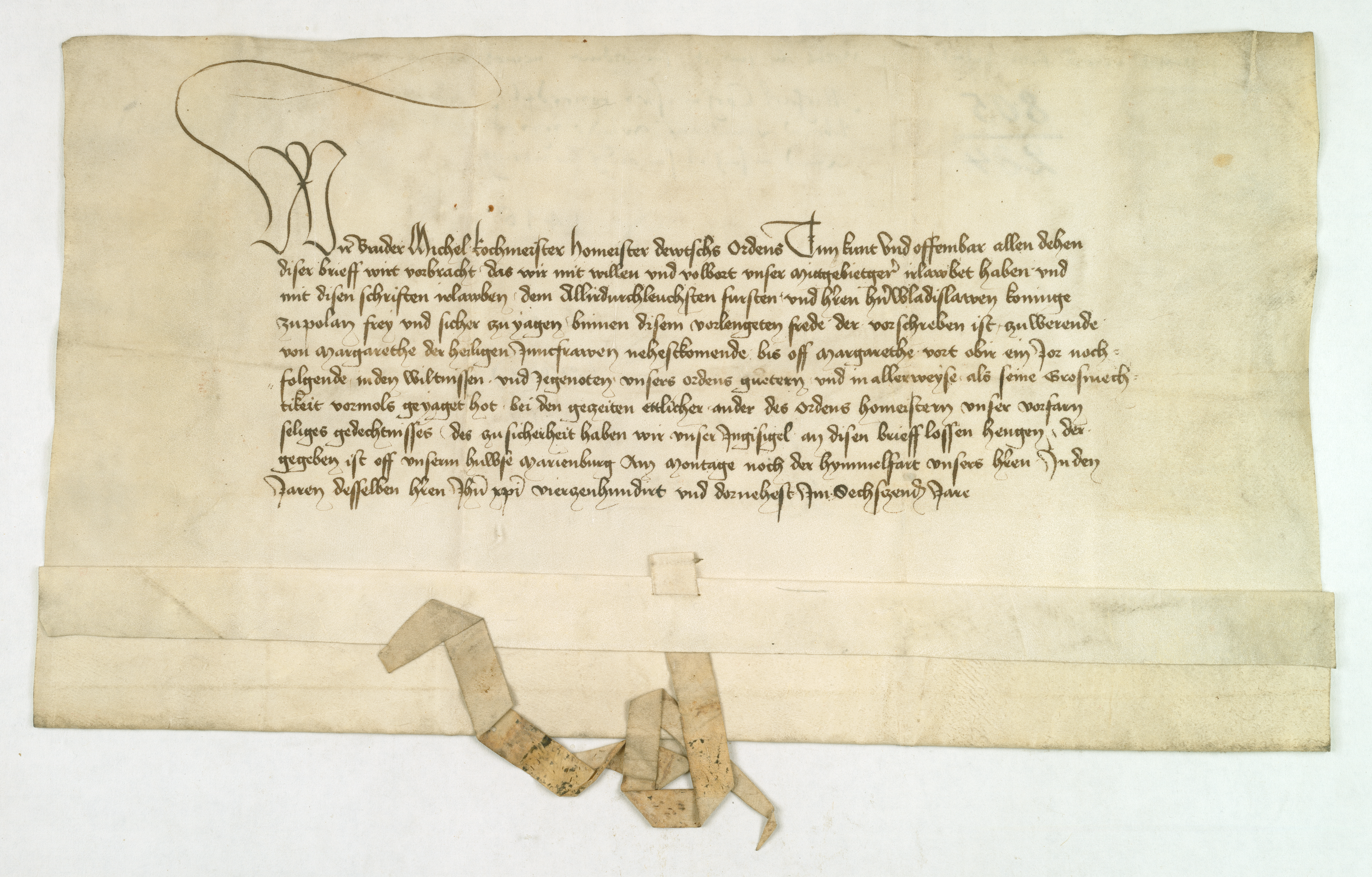
Wielki mistrz zakonu krzyżackiego Michael Küchmeister von Sternberg, pozwala 1 czerwca 1416 roku polować królowi Polski Władysławowi Jagielle w puszczach krzyżackich

Polowanie (również łowy) – pozyskiwanie zwierzyny przez myśliwych z zachowaniem obowiązujących przepisów, tj. tropienie, ściganie i strzelanie.

## Rodzaje polowań
- polowania błotne (odbywające się na bagnach)
- polowania na białej stopie (na terenie zaśnieżonym)
- polowania dzicze (na dziki)
- polowania indywidualne (prowadzone przez jednego myśliwego, czasem z pomocnikiem)
- polowania pod pierzem (z udziałem ptaków łowczych)
- polowania zbiorowe (z udziałem wielu myśliwych)
- polowanie pojedyncze (z udziałem jednego myśliwego)
- polowanie polne (na użytkach rolnych)
- polowanie wodne (na zbiornikach wodnych)
- polowanie z naganką (przy pomocy naganiaczy, którzy napędzają zwierzynę na myśliwych)
- polowanie z psami, w tym spod psa (polowanie z naganką lub bez przy pomocy psów)
- polowanie z podrywu (polega na strzelaniu do podrywającego się ptactwa, wystraszonego przez psa lub myśliwego)
- polowanie z zasiadki (polega na czatowaniu na zwierzynę)
- polowanie z podjazdu (z użyciem pojazdu konnego)
- polowanie po tropie (przy pomocy widocznych śladów zwierzyny)
- polowanie pod pieśnią (w czasie toków głuszca)
- polowanie na wab (polega na przywabieniu zwierzyny na odległość strzału, za pomocą naśladowania głosu tego samego lub innego gatunku)
- polowanie z ptakami łowczymi (sokolnictwo)
- polowanie par force (dawniej: polowanie konno ze sforą psów na zwierzynę, którą ściga się, aż padnie zmęczona)

## Urządzenia łowieckie, przydatne na polowaniu
- ambona
- budka
- przecinka

## Nazwy, które określają teren polowania
Pole
- białe pole (teren pokryty pokrywą śnieżną)
- czarne pole (teren pozbawiony pokrywy śnieżnej)
- miękkie pole (teren błotnisty)
- suche pole (teren o suchym podłożu)
- ostre pole (teren pokryty lodem)
- ślepe pole (teren pozbawiony tropów zwierzyny)
- widne pole (teren, na którym widoczne są ślady zwierzyny)